# Ivan Gončarov
Ivan Aleksandrovič Gončarov (rus. Иван Александрович Гончаров, Uljanovsk, 18. lipnja 1812. – Sankt Peterburg, 27. rujna 1891.) bio je ruski pisac iz doba realizma. Najpoznatije djelo mu je Oblomov (1859.) a čiji je naslovni lik prešao u simbol realistički razvijenog suvišnog čovjeka, pojma nasljeđenog još iz romantizma.